# Paradromulia maculata
Paradromulia maculata är en fjärilsart som beskrevs av W. Warren 1896. Paradromulia maculata ingår i släktet Paradromulia och familjen mätare. Inga underarter finns listade i Catalogue of Life.